# Kristina Grozeva
Kristina Yordanova Grozeva (Sofía, 26 de enero de 1976) es una cineasta búlgara conocida por sus largometrajes The Lesson (2014), Glory (2016), The Father (2019) y Triumph (2024).

## Trayectoria
Grozeva nació el 26 de enero de 1976 en Sofía, Bulgaria. Cursó dos masters uno en periodismo y otro en dirección de cine y televisión de la Universidad de Sofía y de la Academia Nacional de Teatro y Artes Cinematográficas, respectivamente. Se licenció en dirección en la clase de Georgi Djulgerov.
Desde su graduación, Grozeva trabajó con su marido, el también director búlgaro Petar Valchanov. En 2013, su cortometraje Jump fue nominado al Mejor Cortometraje en los Premios del Cine Europeo.
En 2014 estrenaron su primer largometraje The Lesson, que ganó premios en los festivales de cine de San Sebastián, Tokio, Varsovia, Gotemburgo, Salónica y Sofía. A continuación, la pareja dirigió la película dramática Glory, de 2016, que se estrenó en el Festival de Cine de Locarno y fue recibida positivamente por la crítica.
Su película de 2019 The Father, que cuenta con una breve aparición de su entonces alumna Maria Bakalova, ganó el Globo de Cristal en el Festival Internacional de Cine de Karlovy Vary. Tanto Glory como The Father fueron seleccionadas como las películas búlgaras candidatas a Mejor Largometraje Internacional en los 90º y 93º Premios de la Academia, respectivamente.
La tercera película de su trilogía de "recortes de periódicos" (después de The Lesson y Glory) es la comedia Triumph de 2024, basada en la excavación de la década de 1990 del "Agujero de Tsarichina" por parte del ejército búlgaro siguiendo las instrucciones de un psíquico.
Grozeva se convirtió en miembro de la Academia de Cine Europeo.

## Filmografía seleccionada
| Año  | Título            | Director | Guionista | Productor | Notas   |
| ---- | ----------------- | -------- | --------- | --------- | ------- |
| 2008 | Family Therapy    | Sí       | Sí        | Sí        | Corto   |
| 2010 | Emergency Landing | Sí       | No        | No        | TV film |
| 2012 | Jump              | Sí       | Sí        | Sí        | Corto   |
| 2014 | The Lesson        | Sí       | Sí        | Sí        |         |
| 2016 | Glory             | Sí       | Sí        | Sí        |         |
| 2019 | The Father        | Sí       | Sí        | Sí        |         |
| 2024 | Triumph           | Sí       | Sí        | Sí        |         |